# Jeux méditerranéens de 1983
Navigation
Split 1979 Lattaquié 1987
Les Jeux méditerranéens de 1983 se sont tenus du 3 au 17 septembre 1983 à Casablanca (Maroc), seule ville organisatrice de ces jeux, située sur la côte atlantique et non sur la côte méditerranéenne.
Il s'agit de la 9e édition des Jeux méditerranéens. C'est à cette occasion qu'a été rénové le complexe sportif Mohamed V, composé d'un stade olympique, d'un palais des sports et d'une piscine couverte.
Le pays organisateur a réalisé sa meilleure performance des Jeux avec 8 médailles d'or, dont la prestigieuse médaille du football, mais surtout celles des champions Saïd Aouita (800 m et 1 500 m) et Nawal El Moutawakel.
L'Italie a repris sa première place au classement général, alors que son sprinter Pietro Mennea a remporté son 5e titre individuel en 4 éditions des Jeux.

## Participation
16 nations ont participé à ces Jeux où 509 médailles ont été attribuées dans 20 disciplines sportives.

Chypre, la Libye, Malte et Monaco n'ont pas remporté de médailles.

## Sports
| - Athlétisme - Basket-ball - Boxe - Cyclisme - Équitation - Escrime - Football - Golf - Gymnastique artistique - Haltérophilie | - Handball - Judo - Lutte - Natation - Rugby à XV - Tennis - Voile - Volley-ball masculin et féminin - Water-polo |

## Tableau des médailles
| Rang | Délégations | Médaille d'or | Médaille d'argent | Médaille de bronze | Total |
| 1er  | Italie      | 53            | 44                | 46                 | 142   |
| 2e   | France      | 32            | 39                | 26                 | 97    |
| 3e   | Espagne     | 17            | 20                | 27                 | 64    |
| 4e   | Yougoslavie | 16            | 18                | 19                 | 53    |
| 5e   | Turquie     | 12            | 5                 | 14                 | 31    |
| 6e   | Grèce       | 11            | 10                | 13                 | 34    |
| 7e   | Maroc       | 8             | 5                 | 7                  | 20    |
| 8e   | Algérie     | 4             | 3                 | 7                  | 14    |
| 9e   | Tunisie     | 4             | 1                 | 4                  | 9     |
| 10e  | Égypte      | 1             | 9                 | 12                 | 22    |
| 11e  | Liban       | 1             | 2                 | 0                  | 3     |
| 12e  | Syrie       | 0             | 3                 | 2                  | 5     |